# Giacomo d'Itri
Giacomo d'Itri foi um clérigo católico italiano do século XIV, arcebispo de Otranto (1363-1376), Patriarca Titular de Constantinopla (1376-1378) e (pseudo) cardeal (1378-1393).

## Biografia
Giacomo nasceu em Itri, perto de Gaeta, em data desconhecida. Seu sobrenome era Viso ou Vis. Algumas fontes o consideravam um francês nascido em Champagne. Ele era chamado de Cardeal de Itri ou Cardeal de Otranto.
Foi eleito bispo de Ísquia ca. 1358, por Inocêncio VI, e antes mesmo da consagração, foi transferido para a sé de Martirano em 22 de março de 1359. Enquanto se dirigia para Avinhão, para a Cúria Papal, foi capturado perto de Castiglione della Pescaia por duas galés, nas quais se encontravam os embaixadores, dirigiu-se para a Sicília, do rei Pedro IV de Aragão, o Cerimonioso, com quem estava o corsário catalão Berenguer Carreres. Tomaram posse dos livros que o prelado tinha consigo, cujo resgate teve de pagar 800 florins, além de 3.500 florins por outros danos já sofridos.
Urbano V o promoveu à sé metropolitana de Otranto em 20 de dezembro de 1363. Desde novembro de 1365, estão documentadas várias tarefas que recebeu deste papa, não apenas relacionadas com o governo episcopal. Entre 1366 e 1367 foi contratado pelo cardeal legado, Egidio de Albornoz, na obra de reformatio do Reino de Nápoles. Nomeado visitador apostólico dos mosteiros basilianos do reino em junho de 1370. Em 1373, foi encarregado pelo Papa Gregório XI de outros serviços, inclusive sendo enviado como núncio apostólico à Toscana; até 1475, manteve intensa atividade política e diplomática nas cidades da região.
Foi recompensado pelo papa como patriarca latino titular de Constantinopla em 18 de janeiro de 1376, mantendo a administração da sé de Otranto até sua promoção a pseudocardeal. Ele havia alcançado tal posição na Cúria que poderia ser considerado, entre os prelados italianos, como um dos possíveis sucessores de Gregório XI. Inicialmente, ele aceitou a eleição do Papa Urbano VI, mas posteriormente teve um papel de liderança na contestação da regularidade e validade da tumultuada eleição papal e contribuiu consideravelmente para a organização do cisma, talvez não só pela posição que adquiriu na Cúria, mas também pelas relações que, devido de origem própria, teve com Onorato Caetani, um dos protagonistas daqueles acontecimentos. Giacomo foi para Anagni com os dissidentes, onde os cardeais franceses pediram que ele celebrasse a Missa do Espírito Santo na abertura de seu conclave em 9 de agosto de 1378, onde foi denunciada a ilegitimidade da eleição de Urbano VI e iniciado o cisma. Durante a missa, o Patriarca proferiu um sermão, parte em latim e parte em vernáculo, que se inspirou numa passagem bíblica relativa à sucessão de Salomão ao rei David.
Urbano VI excomungou-o e amaldiçoou-o, nos dias 6 e 29 de novembro, como um dos principais perpetradores do cisma ocorrido em Fondi com a eleição do novo papa, ou antipapa, Clemente VII. No consistório de 18 de dezembro de 1378, num claro reconhecimento do papel que desempenhou, foi o primeiro dos novos cardeais nomeados pelo antipapa, com o título presbiteral de S. Prisca. A sentença pronunciada por Urbano VI contra ele foi agravada em 28 de junho de 1379. Sabemos que ele trabalhou para a difusão da obediência clementista na Romênia. A perda da administração de Otranto, que ficou com o novo patriarca de Constantinopla, foi compensada com a comenda, na mesma arquidiocese, do mosteiro grego de S. Nicola di Casole.
Em 22 de maio de 1379, ele acompanhou Clemente VII quando ele foi por mar para Marselha. Giacomo permaneceu como seu legado apostólico no Reino, ao lado da rainha Joana, que havia sido deposta por Urbano VI. Em julho de 1381, quando Nápoles foi conquistada por Carlos III de Durazzo, que havia recebido a investidura do Reino de Urbano VI, o cardeal foi capturado pelos vencedores em Castelnuovo, junto com a rainha. Em 18 de setembro de 1381, na igreja de Santa Chiara, foi forçado pelo Cardeal Gentile di Sangro, legado do Papa Urbano VI, a uma cerimônia humilhante e solene de abjuração, à qual também foi submetido outro pseudocardeal, Leonardo Rossi da Giffoni, com alguns outros clementistas proeminentes. Na presença do novo rei, o chapéu e as vestes do cardeal foram queimados publicamente e, juntamente com os demais cismáticos, Giacomo foi forçado a renunciar a Clemente VII. Segundo um depoimento, porém, ele se destacou dos demais pela coragem intrépida com que manteve sua lealdade a Clemente VII em circunstâncias adversas.
Cardeal Giacomo e os outros prisioneiros permaneceram na prisão até 1386, aparentemente transferidos com frequência de um lugar para outro do Reino, provavelmente, como resultado dos conturbados acontecimentos políticos e militares. Posteriormente Giacomo também teria sido liberto, talvez em consequência dos dramáticos acontecimentos do pontificado de Urbano VI e/ou das questões políticas do Reino. Ele teria então sido bem-vindo em Avinhão, onde no verão de 1386 seu companheiro de prisão Stefano Migliarisi reapareceu e testemunhou contra Urbano VI. Transferido para o título de S. Prassede em novembro de 1387.

Giacomo d'Itri teria morrido em Avinhão algum tempo depois, entre 1387 e 1393, mas provavelmente em 30 de março de 1393. Segundo outros testemunhos, teria morrido em cativeiro, como mártir, mantendo a sua lealdade a Clemente VII. Não se sabe onde foi enterrado.